# Église Saint-Julien de Barbaira
L'église Saint-Julien de Barbaira est une église située en France à Barbaira, dans le département de l'Aude en région Occitanie.
Le clocher, la première chapelle Sud, la deuxième chapelle Nord, les fonts baptismaux, l'élévation et les voûtes ont été inscrits au titre des monuments historiques en 1948.

## Localisation
L'église est située sur la commune de Barbaira, dans le département français de l'Aude.